# 2015年大阪府知事選挙
2015年大阪府知事選挙（2015ねんおおさかふちじせんきょ）は、2015年（平成27年）11月22日に投開票が行われた、大阪府知事を選出する選挙。

## 概要
本選挙は、現職の知事松井一郎の任期満了（2015年11月26日）に伴う選挙である。

## 選挙データ
- 2015年11月5日 告示

### 投票日
- 2015年11月22日

### 同日選挙・住民投票
- 大阪市長選挙
- 大阪市議会議員西成区選挙区補欠選挙[1]
- 田尻町長選挙
- 和泉市庁舎整備に関する住民投票

## 立候補者
3名、立候補届け出順。
| 候補者名（読みかた）        | 年齢 | 党派                                                             | 肩書き             |
| --------------------------- | ---- | ---------------------------------------------------------------- | ------------------ |
| 栗原貴子（くりはら たかこ） | 53   | 無所属（自民党推薦・共産党大阪府委員会支援・民主党大阪府連支援） | 元大阪府議会議員   |
| 松井一郎（まつい いちろう） | 51   | 大阪維新の会（次世代の党支持・日本を元気にする会支持）           | 大阪府知事（現職） |
| 美馬幸則（みま ゆきのり）   | 65   | 無所属                                                           | 元大阪府立高校教諭 |

### 立候補者の政策関連
- 栗原貴子…くりはら貴子の政策（くりはら貴子 公式サイト）
- 松井一郎…大阪維新の会W選挙マニフェスト【詳細版】（2015秋の陣 | 大阪維新の会）<PDF形式>
- 美馬幸則…2011年東大阪市長選挙出馬時の公開討論会の映像<左から二人目>（YouTube）

## 投票結果
※当日有権者数：7,050,366人 最終投票率：45.47%（前回比：-7.41pts）
| 候補者名 | 年齢 | 所属党派     | 新旧別 | 得票数      | 得票率 | 推薦・支持                                    |
| -------- | ---- | ------------ | ------ | ----------- | ------ | --------------------------------------------- |
| 松井一郎 | 51   | 大阪維新の会 | 現     | 2,025,387票 | 64.1%  | （支持）次世代の党・日本を元気にする会        |
| 栗原貴子 | 53   | 無所属       | 新     | 1,051,174票 | 33.3%  | （推薦）自由民主党 （支援）民主党・日本共産党 |
| 美馬幸則 | 65   | 無所属       | 新     | 84,762票    | 2.7%   |                                               |

当選した松井は大阪府内の全市町村で、栗原と美馬の得票数を大きく上回った。

## 選挙の主な争点
- 大阪都構想
- 大阪府咲洲庁舎[7]
- 大阪府立大学・大阪市立大学の統合[8]

## 選挙後

### 各政党の選挙戦に対する評価
- 大阪維新の会公認候補の松井一郎は、大阪市内のホテルで行われた記者会見で、「橋下、松井でやってきた府市一体の改革を吉村新市長と継続し、豊かな大阪をしっかり作っていきたい。」と表明。又、「4年間、やってきたことが有権者に伝わった。」とも話した。選挙戦を振り返って、「4年間の実績とこれからの課題を橋下市長の情報発信力で広く伝えることができた。」と評価した。
- 自民党推薦の栗原貴子は、大阪市北区の事務所で、「大阪都構想をもう一度やったらいいのでは、という有権者に、私たちの懸念を十分に伝えきれなかった。」と反省した。
- 公明党の佐藤茂樹代表は、「新しい知事、市長と、現実的に大阪を前進させるための議論をしていく。」と語った。

## 時系列
- 2015年11月5日 - 告示
- 2015年11月22日 - 投票及び開票
- 2015年11月24日 - 選挙会